# Пфинцгау
Пфинцгау (на немски: Pfinzgau) е средновековно франкско гауграфство през края на 11 и началото на 12 век, източно от Карлсруе на територията в днешен Баден-Вюртемберг, Германия.
Името му идва от река Пфинц. Граничи с Уфгау.
Около 1100 г. Пфинцгау е управлявано от графовете фон Хоенберг (не тряба да се бъркат с швабския род Хоенберг).

## Графове на Пфинцгау
- Ото I фон Вормс (* 948; † 4 ноември 1004), граф в Пфинцгау, Уфгау, Шпайергау, Вормсгау, Елзензгау, Крайхгау, Енцгау, 956 г. граф в Наегау, от 978 г. херцог на Каринтия (Салическа династия)
- Бертхолд фон Хоенберг († 3 март 1110), граф в Пфинцгау, основател на манастир Готесауе при Карлсруе (1094)
- Бертхолд Млади, негов син, 1123 г. граф на Линденфелс. С него родът „фон Хоенберг“ измира по мъжка линия.
- Херман V фон Баден († 16 януари 1243) от 1190 г. граф в Уфгау и Пфинцгау, маркграф на Верона и Баден (Бадени)
- Фридрих I († 1217 убит), от 1190 г. граф в Уфгау и Пфинцгау, маркграф на Верона и Баден (Бадени)